# Giudeo-cristianesimo

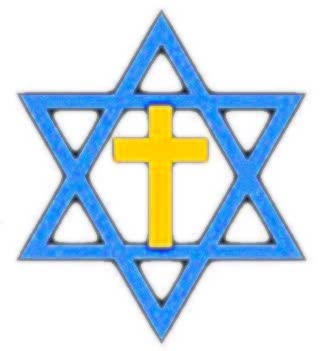
Stella di Davide con incorporata la croce cristiana, simbolo con il quale s'identificano oggi il giudeo-cristianesimo ed anche il giudaismo messianico.

Il termine giudeo-cristianesimo indica le comunità dei primi cristiani, cioè gli ebrei (e, nel solo caso della Chiesa gerosolimitana, anche alcuni gentili) che costituivano i nuclei originali del gruppo di seguaci del galileo Yehshua ha-Notzri (Gesù il nazareno). Essi, in quanto giudei così come il loro maestro, rispettavano tutte le prescrizioni della legge mosaica contenute nella Torah (circoncisione, kasherut, shabbat, preghiera e festività bibliche ecc.). Dagli altri movimenti giudaici essi venivano chiamati Notzrim ('Nazareni'), in quanto "seguaci di Yahshué il nazareno".
Il termine viene utilizzato per indicare anche alcune forme di cristianesimo che discendevano più o meno direttamente dalle comunità cristiane primitive e che vennero considerate "sette" dalla cosiddetta "grande chiesa": nazareni, ebioniti, elcasaiti e altri gruppi relativi a questi; essi sono citati nei frammenti dei vangeli apocrifi indicati come Vangeli giudeo-cristiani.
I giudeo-cristiani erano i membri originali della corrente giudaica detta "la via", i quali soltanto più tardi vennero denominati "cristiani" e dai quali avrà origine il cristianesimo come religione indipendente. Nella fase più precoce la comunità era composta dagli ebrei, sia giudei che galilei, che avevano accettato Gesù come una persona venerabile, un maestro, il Messia o redentore d'Israele. Nel momento in cui il cristianesimo si separò dal giudaismo, dalle sue radici (ebraiche) e da Gerusalemme, i giudeo-cristiani diventarono poi solo un filone della comunità cristiana mediterranea che sfocerà nella Chiesa latina, fino a che iniziarono ad essere letteralmente emarginati dai cristiani gentili poiché, a differenza di questi ultimi, loro (in qualità di giudei) osservavano la Torah.
I giudeo-cristiani, detti anche giudeo-messianici, differivano dai successivi cristiani gentili di origine ellenistica, poiché essendo ebrei si comportavano come tali, aderendo in modo completo a tutti i principi e le pratiche ebraiche del periodo del Secondo Tempio: in ottemperanza al Tanakh: Torah, 613 mitzvot, preghiera, festività e calendario ebraico, Shabbat, festività bibliche, circoncisione, dieta kosher, ecc. Il termine giudeo-cristiano appare nei testi storici che mettevano in contrasto i cristiani di origine ebraica con i cristiani gentili, nella discussione della chiesa dell'Età Apostolica ed in dispute successive. Tra i principali giudeo-cristiani della chiesa originaria troviamo gli apostoli ed i discepoli di Gesù, tra cui i più importanti furono soprattutto: Shaul (Paolo) di Tarso (che fu originariamente un fariseo) e Ya'akov (Giacomo) il Giusto.
Moltissimi studiosi, tra cui il professore di teologia storica all'Università di Oxford, Alister McGrath, hanno dimostrato e sostengono che durante il I secolo d.C. tutti i giudeo-cristiani furono totalmente e devotamente ebrei. Essi differivano dagli altri ebrei contemporanei solo nella loro accettazione di Gesù come Messia.

## Storia

### Origini e costituzione della prima Chiesa

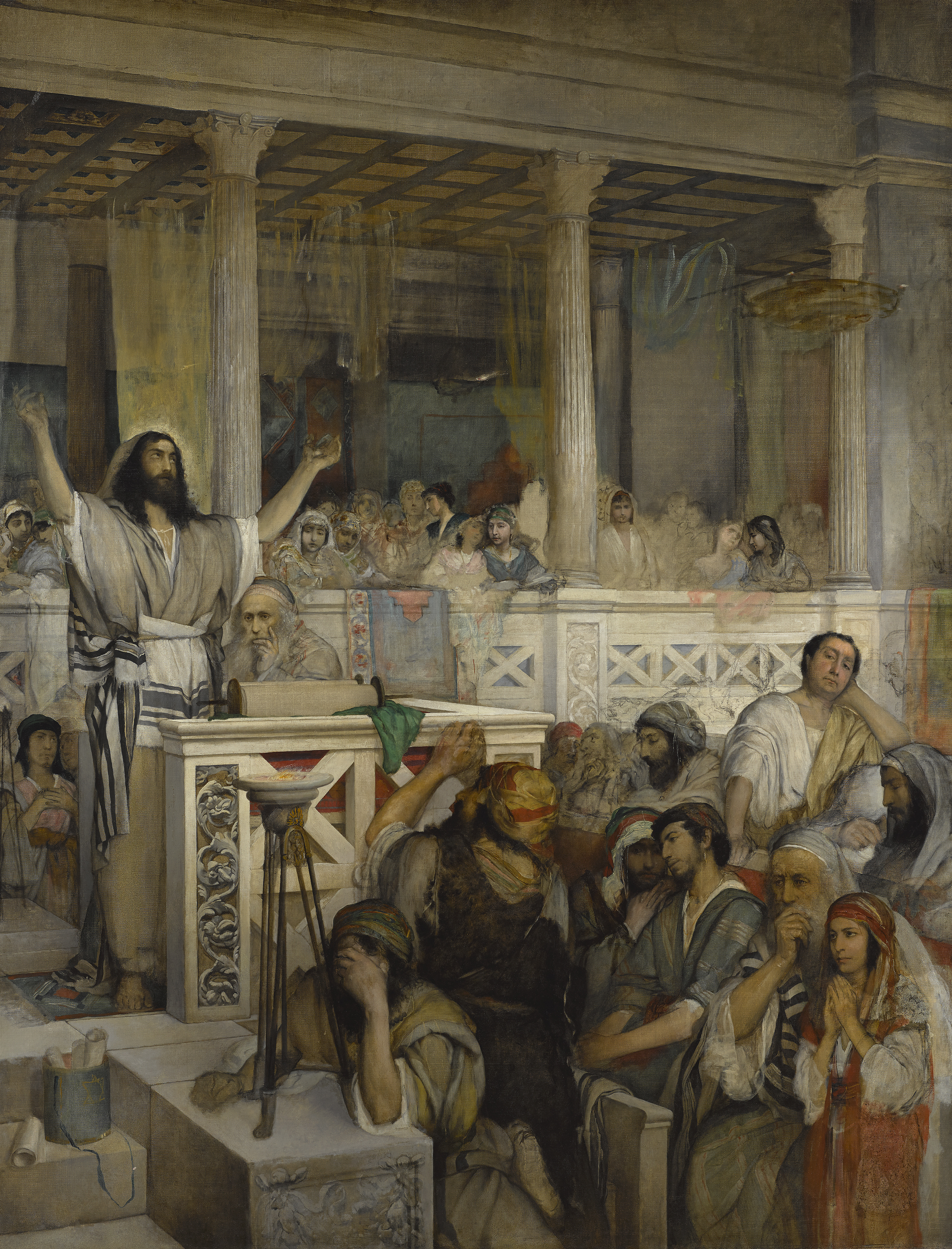
Cristo predica a Cafarnao, dipinto di Maurycy Gottlieb, 1878-1879, Museo Nazionale di Varsavia

Il contesto in cui Gesù di Nazareth e i suoi fedeli conducono le proprie vite, quello del tardo periodo del Secondo Tempio, è caotico: la provincia-regno cliente di Giudea si ribella in occasioni sporadiche contro la dominazione dei romani a causa di problemi legislativi, politici, religiosi ed economici sotto il fermento dell'attesa messianica in Palestina, del partito zelota e della proliferazione di predicatori, insegnanti, taumaturghi, terapeuti, guaritori, leader paramilitari e gruppi settari in tutta la regione. Gesù di Nazareth in età adulta raduna intorno a sé un piccolo numero di fedeli, chiamati nazareni, insegnando loro la sua personale dottrina. Gesù predica insieme ai suoi discepoli soprattutto in Galilea, dove egli vive quasi interamente la propria vita; solo durante i suoi ultimi anni cerca di portare il proprio insegnamento in Giudea. 
Dopo un processo che lo vede colpevole per crimini non meglio specificati, condotto davanti all'allora prefetto Pilato e la condanna a morte per mano dei romani, i fedeli iniziano a insegnare la dottrina del loro maestro principalmente in Palestina, ma con Paolo il giudeo-cristianesimo si diffonde anche in alcune delle maggiori città dell'Impero (Efeso, Filippi, Corinto, Atene e Roma), e perde progressivamente la sua eredità ebraica.

### I giudeo-cristiani e la predicazione di Gesù
Per ciò che riguarda il Gesù storico e non il Gesù cristologico, i vangeli sinottici, parte del vangelo di Giovanni ed un piccolo numero di apocrifi che contengono una raccolta di detti di Gesù, sono oggi reputati le fonti primarie per l'odierna ricerca del Gesù storico. Il Nuovo Testamento contiene, oltre ai racconti evangelici, un compendio di scritture extra-bibliche.
L'insegnamento di Gesù e il suo messaggio, la sua identità, i miracoli, gli esorcismi, il contatto con le impurità, il conflitto con farisei e sadducei, l'incidente del Tempio, il valore che la morte aveva per lui e il suo rapporto con Dio sono i punti cardine su cui si focalizza oggi la ricerca del Gesù storico.
Ad ogni modo, bisogna chiarire riguardo alla corrente di pensiero ebraica da cui discendono Gesù e la sua setta: il giudeo-cristianesimo, così come l'essenismo (i quali entrambi, oltre ad esserne influenzati, ne sono i diretti continuatori), è un prodotto del giudaismo enochico o enochiano, nato nel V-IV secolo a.C. e rimasto attivo in Palestina fin dalla sua protesta insieme ai samaritani e al giudaismo sapienziale (quest'ultimo espresso nei libri di Rut, Giona, Giobbe e Qoelet) contro la riforma religiosa di Ezra (vedi paragrafo).
Coloro che ne facevano parte si interessavano di astronomia, cosmogonia ed escatologia; questa corrente di giudei, concentrati nella produzione di testi apocalittici, si distingue per le sue uniche particolarità dagli altri partiti-movimenti religiosi dell'epoca del Secondo Tempio; le credenze e la precisa ideologia che la rendono identificabile sono espresse soprattutto nel Pentateuco enochiano e in molti apocrifi dell'Antico Testamento, tra cui il Libro dei Giubilei. Di queste opere si possono trovare evidenti tracce, riferimenti e frasi identiche nei vangeli e in altri libri del Nuovo Testamento, compresa la lettera di Giuda.

### Trasformazione e separazione dal giudaismo
La separazione tra ebraismo farisaico/rabbinico (il periodo dei Tannaim) e il primo cristianesimo è comunemente attribuita a: il rifiuto di Gesù in patria e la sua crocifissione (30-36 ca.), il Concilio di Gerusalemme (50 ca.), la distruzione del Secondo Tempio nel 70, il fiscus iudaicus nel 96, il postulato Concilio di Jamnia (90 ca.), e la rivolta di Simon Bar Kokheba del 132-135.

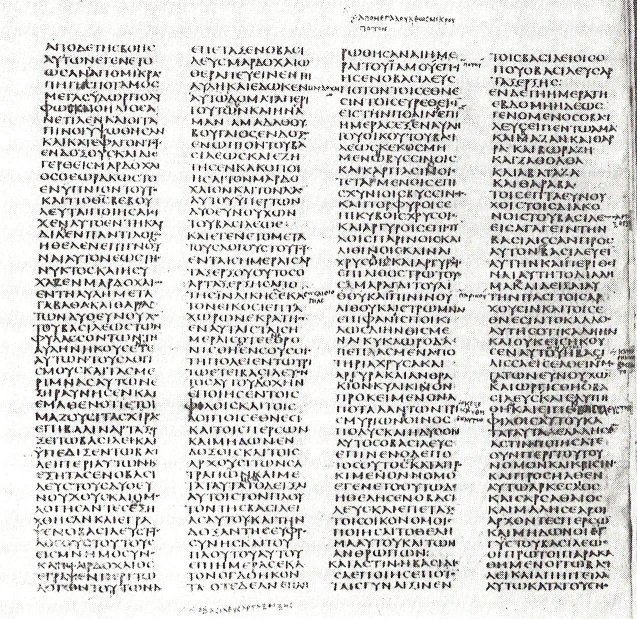
Testo sinaitico della Septuaginta, la versione tradotta della Bibbia ebraica in greco antico usata dai primi cristiani

Dopo il tragico epilogo della prima guerra giudaica, segnato dal suicidio di massa di 960 zeloti a Masada e dalla distruzione del Secondo Tempio, i giudeo-cristiani e i cristiani gentili di Gerusalemme iniziarono seriamente a "dubitare dell'efficacia dell'antica legge" e dell'utilità del Tempio, il che potrebbe essere considerato come una delle prime rotture del cristianesimo con le sue radici; nonostante ciò i cristiani continuarono ad usufruire di liturgie, regole morali e Scritture ebraiche (comprese le traduzioni del Tanakh come la Septuaginta e il Targum). A metà del II secolo iniziano a comparire sulla scena alcuni cristiani con idee anti-giudaiche, dei quali si possono ricordare Marcione, un vescovo influenzato da idee dualistiche che predicava il rifiuto totale di ogni elemento ebraico nel cristianesimo (cfr. Marcionismo), scomunicato dalla Chiesa di Roma nel 144; Tertulliano, con il suo Adversus Iudaeos, scritto prima del 207, e vari altri, il cui obbiettivo era principalmente affermare che la Legge è stata abolita in favore della Nuova Alleanza. Secondo Taylor l'atteggiamento anti-giudaico dei primi teologi cristiani "emerse dagli sforzi della chiesa di risolvere le contraddizioni intrinseche nella sua simultanea appropriazione e rifiuto di diversi elementi della tradizione giudaica".
La rivolta di Bar Kokheba fu la terza maggiore ribellione degli ebrei della Giudea romana contro l'Impero romano e l'ultima delle guerre giudaico-romane. Simon Bar Kokheba, la guida della rivolta, fu acclamato come un messia, una figura eroica che potesse ricostituire Israele. La rivolta istituì per oltre due anni uno Stato indipendente di Israele su alcune parti della Giudea, ma un esercito romano di 12 legioni, rafforzate da ausiliari, riconquistò alla fine la zona e distrusse la regione. I romani proibirono poi a tutti gli ebrei di entrare a Gerusalemme, rinominata Aelia Capitolina, salvo che per assistere al Tisha b'Av con previo pagamento del fiscus iudaicus in monete d'argento. I giudeo-cristiani, avendo accettato Gesù come messia, non appoggiarono la rivolta di Bar Kokheba e già nel 96-98 erano stati esentati da Nerva a pagare il fiscus iudaicus. La guerra e le sue conseguenze contribuirono a distinguere il cristianesimo come una religione separata dall'ebraismo.
Tuttavia, invece di una scissione improvvisa, ci fu un divario gradualmente crescente tra cristiani e giudei nei primi secoli dell'era volgare, tale per cui non era possibile fare una distinzione netta tra giudei e cristiani, dal momento che condividevano le stesse pratiche e frequentavano insieme la sinagoga. Sebbene si pensi comunemente che Paolo di Tarso abbia fondato la chiesa gentile, ci vollero secoli perché si manifestasse una rottura completa. Tuttavia alcuni eventi, sia politico-economici che prettamente religiosi, vengono percepiti come fondamentali nella spaccatura crescente tra cristianesimo ed ebraismo.
Lo storico Robert Goldenberg asserisce che gli studiosi sempre più spesso accettano che "alla fine del I secolo non ci fossero ancora due religioni separate chiamate «ebraismo» e «cristianesimo». Secondo gli storici del giudaismo ellenistico, il fallimento di Gesù nello stabilire il regno di Dio e la sua morte per mano dei romani invalidò le pretese messianiche (Cfr. profeta e falso profeta).

### Interscambio col cristianesimo
Lo storico delle religioni statunitense Alan Segal scrive che si deve "parlare di un parto gemellare di due nuovi ebraismi, entrambi notevolmente diversi dai sistemi religiosi che li hanno preceduti. Non solo l'ebraismo rabbinico e il cristianesimo sono stati gemelli religiosi ma, come Giacobbe ed Esaù, i figli gemelli di Isacco e Rebecca, hanno combattuto nel grembo materno, ponendo le basi per la loro vita dopo il grembo."
Per Martin Buber l'ebraismo e il cristianesimo erano variazioni sullo stesso tema del messianismo. Buber fece di questo tema la base di una famosa definizione sulla tensione tra le due religioni:
(Martin Buber, The Two Foci of the Jewish Soul.)
Il talmudista Daniel Boyarin descrive lo scambio di idee innovative tra le due religioni come "un'onda che scorre... quasi come a seguito di un sasso lanciato nell'acqua".

## Eredità

### Giudaismo messianico moderno
Gli aderenti al giudaismo messianico sono descritti come ebrei messianici, credenti messianici o semplicemente messianici. Sebbene termini utilizzati per identificare i seguaci del giudaismo messianico siano spesso contestati, i termini utilizzati generalmente descrivono coloro che affermano di credere che Gesù sia il Messia e che abbracciano "la responsabilità dell'Alleanza di vita e identità ebraiche e radicate nella Torah, espresse nella tradizione, rinnovate e applicate nell'ambito del contesto della Nuova Alleanza". Giudaismo messianico è un termine relativamente nuovo, coniato di recente, nel 1895, per assistere nel separare le pratiche dei suoi seguaci da quelli del tradizionale cristianesimo nel suo insieme, e al fine di allineare più strettamente la sua fede con quell'ebraismo biblico e storico che fu il cristianesimo del I secolo.

### Etica
Secondo lo storico australiano Peter Harrison l'esistenza di valori giudai quadratino cristiani fu ipotizzata per la prima volta dalla Scuola di Tubinga, nell'ambito della teologia protestante. 
Successivamente, fu adottata da Friedrich Nietzsche col termine judenchristlich, inteso in senso dispregiativo e denigratorio.

### Riferimenti
1. 1 2 3  (EN) 
«Though every definition of Jewish Christians has problems, the most useful is probably that they were believers in Jesus, of ethnic Jewish origin, who observed the Torah and so retained their Jewish identity.»
(P. J. Tomson, D. Lambers-Petry (a cura di). The Image of the Judaeo-Christians in Ancient Jewish and Christian Literature, p. 162, Wissenschaftliche Untersuchungen zum Neuen Testament, vol. 158, Mohr Siebeck 2003, ISBN 3-16-148094-5.)
2. ↑  Giudeo-Cristianesimo in "Enciclopedia Italiana" (1933), Leone Tondelli (a cura di), Enciclopedia Treccani.
3. ↑  Esler, Phillip F. The Early Christian World, pp. 157-158. Routledge (2004). ISBN 0-415-33312-1.
4. ↑  Keith Akers, The lost religion of Jesus: simple living and nonviolence in early Christianity, Lantern Books, 2000 p. 21
5. ↑  Wylen, Stephen M., The Jews in the Time of Jesus: An Introduction, Paulist Press (1995), ISBN 0-8091-3610-4, pp. 190-192.; Dunn, James D.G., Jews and Christians: The Parting of the Ways, A.D. 70 to 135, Wm. B. Eerdmans Publishing (1999), ISBN 0-8028-4498-7, pp 33–34.; Boatwright, Mary Taliaferro & Gargola, Daniel J & Talbert, Richard John Alexander, The Romans: From Village to Empire, Oxford University Press (2004), ISBN 0-19-511875-8, p. 426.
6. ↑  John P. Meier, A Marginal Jew. Vol. I, pp.56-201; Robert E. van Voorst, Jesus Outside the New Testament: An Introduction to the Ancient Evidence. Grand Rapids, MI: Eerdmans, 2000.
7. ↑  Ambrogio Donini, Breve storia delle religioni (1994). Grandi tascabili economici, Newton Compton. ISBN 978-88-79831-02-4.
8. ↑  Paolo Sacchi, Apocrifi dell'Antico Testamento (1981), volume 1. Unione tipografico-editrice torinese. ISBN 88-02-03581-4.
9. ↑  Gabriele Boccaccini, Roots of Rabbinic Judaism: An Intellectual History, from Ezekiel to Daniel, Grand Rapids, MI: Eerdmans, 2002, p. xvii, 230. ISBN 0-8028-4361-1.
10. ↑  Paolo Sacchi, op. cit.
11. ↑  Lazare, Bernard. op. cit., p. 50
12. ↑  Taylor, Miriam S. (1995). Anti-Judaism and Early Christian Identity: A Critique of the Scholarly Consensus. Leiden, New York, Köln: Brill Academic Publishers. ISBN 90-04-10186-1, p. 128.
13. ↑  Lazare, Bernard. op cit. p. 61
14. ↑  Taylor, op. cit., p. 127.
15. ↑  Wylen, Stephen M., The Jews in the Time of Jesus: An Introduction, Paulist Press (1995), ISBN 0-8091-3610-4, pp 190-192.; Dunn, James D.G., Jews and Christians: The Parting of the Ways, A.D. 70 to 135, Wm. B. Eerdmans Publishing (1999), ISBN 0-8028-4498-7, pp 33-34.; Boatwright, Mary Taliaferro & Gargola, Daniel J & Talbert, Richard John Alexander, The Romans: From Village to Empire, Oxford University Press (2004), ISBN 0-19-511875-8, p. 426.
16. ↑  Robert Goldenberg, recensione di Daniel Boyarin, "Dying for God: Martyrdom and the Making of Christianity and Judaism" su The Jewish Quarterly Review, nuova serie, Vol. 92, nr. 3/4 (2002), pp. 586–588.
17. ↑  Shaye J.D. Cohen, From the Maccabees to the Mishnah, 1987, in Library of Early Christianity, Wayne Meeks (curatore), Westminster Press, pp. 167-168.
18. ↑  Alan F. Segal, Rebecca's Children: Judaism and Christianity in the Roman World, Harvard University Press, 1986.
19. ↑  citato su The Writings of Martin Buber, Will Herberg (curatore), Meridian Books, 1956, p. 276.
20. ↑   Russ Resnick, Defining Messianic Judaism (PDF), su kesherjournal.com, Union of Messianic Jewish Congregations Theology Committee, Estate 2002. URL consultato il 28 gennaio 2013.
21. ↑  "One Law Movements" Archiviato il 7 aprile 2008 in Internet Archive., di Tim Hegg, TorahResource, maggio 2005. (EN)